# Paróquia de São Vicente Ferrer (Laje Grande)
Paróquia de São Vicente Ferrer, é uma comunidade católica localizada no distrito de Laje Grande, município de Catende, Diocese de Palmares – PE.

## O Distrito de Laje Grande

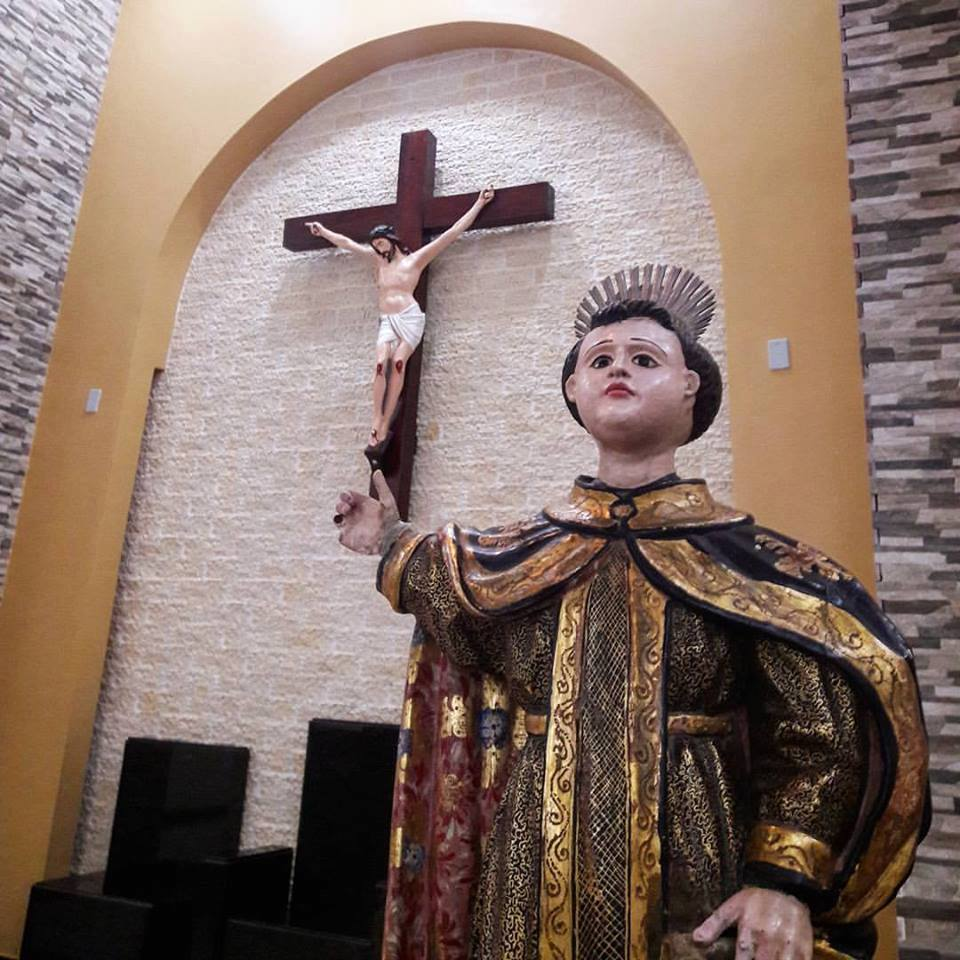
Imagem do padreiro, São Vicente Ferrer.

No dia 09 de Junho de 1818, o governador da capitania de Pernambuco, Luiz do Rego Barreto, concedeu uma sesmaria em terras denominadas “Lage Grande”, pertencentes ao termo de Garanhuns, para José Alexandre do Espírito Santo. Em 1856, Lage Grande, já aparecia como um “lugar” do Município de Bonito. No entanto, até 1874, fazia parte do subdistrito policial de Capoeiras (atual município de Belém de Maria), quando foi elevado a distrito do Termo de Bonito no dia 14 de Janeiro, tendo como subdelegado Antonio Francisco de Andrade.

## As primeiras Missas
Em 1875, já era celebrada a Santa Missa na localidade, como podemos ver na edição nº 729 do jorna “A província”, de 13 de novembro de 1875: “(…) o Vigário Cunha costuma celebrar na Matriz (de Bonito), dois domingos de cada mês, sendo que nos outros dois celebra em Lage Grande, Capoeiras, etc.

## A eleição do padroeiro e construção da capela

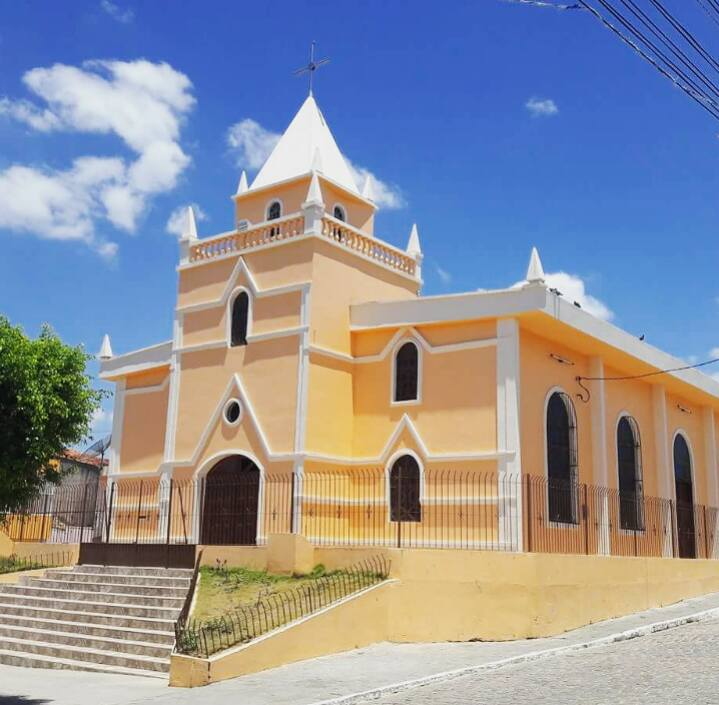
Atual Igreja Matriz

Em 1885, os moradores de Laje Grande e Belém de Maria, fizeram um abaixo assinado pedindo a criação de uma freguesia sob a invocação de Nossa Senhora das Dores.
No histórico que se encontra no arquivo da paróquia, consta que no ano 1903, foi construída uma capelinha com a imagem de São Sebastião, quando passou a ser realizada a sua festa. Alguns anos depois, o pároco de Belém de Maria, João Firmino Cabral de Andrade, resolveu construir uma nova capela, pois a existente, até então, já estava pequena.
Conta-se que o senhor Vicente Araújo Pinheiro, proprietário do Engenho Tipin, e que já tinha sido subdelegado de Lage Grande, em 1876, nascido em Nazaré da Mata, precisamente onde hoje é o Município de São Vicente Ferrer, era devoto deste santo. E que na inauguração da nova Capela, seu filho, o major Zeferino Alves de Araújo Pinheiro, doou a imagem de São Vicente, que pertencia a seu pai. E foi assim que São Vicente passou a ser padroeiro desta localidade, onde posteriormente o senhor Mariano Freire, doou o terreno para São Vicente.

## Relatos da Festa de 1905
Porém, conferimos na edição nº 90, do jornal A Província, do dia 20 de abril de 1905 a seguinte informação: “De 27 a 30 de janeiro próximo findo, no florescente povoado Lage Grande, d’este município, realizaram-se entusiásticos festejos em homenagem ao miraculoso S. Vicente, orago do logar. Os pios exercícios revestiram-se de grande sumptuosidade, quer pela decoração da capela, quer da afluência de devotos, alguns dos quais de outros municípios, e, finalmente, pelo fervor religioso que a todos dominava. Na ultima noite, depois da devoção, queimaram-se muitos fogos de artificio e efetuou-se a ascensão de um bem confeccionado aeróstato, todos habilmente trabalhados por um [pirotécnico] local. Não só a capela, mas também o povoado, este feericamente iluminado. Após o espetáculo dos fogos, dirigiram-se muitas pessoas á residência do estimável comerciante Luiz J. de Carvalho, o qual fez servir a todos um confortável lanche; efetuando-se em seguida animadas danças até o que se prolongaram ao amanhecer. Às 9 horas teve lugar a missa, celebrada pelo nosso estimado pároco, e houve procissão á tarde. Brevemente será concluída a construção de uma outra capella que se está fazendo n’aquele povoado. – J.P.”

## Da paróquia de Bonito à Paróquia de Catende
Em 1920, o pároco de Belém de Maria estava acumulando também a paróquia de Lagoa dos Gatos, quando o Bispo de Garanhuns, Dom João Tavares de Moura, entregou temporariamente os cuidados da Capela de Lage Grande à Paróquia de Sant’ana, no dia 12 de abril de 1920. E em 8 de janeiro de 1921, através da Portaria nº 02, a jurisdição foi entregue definitivamente.

## Criação da Quase-paróquia
A comunidade de São Vicente Ferrer foi elevada à categoria de "Quase-paróquia" no dia 27 de Novembro de 2016, ficando sob a Administração do, até então, vigário de Catende, Pe. José Ronaldo. A cerimônia se deu às 19h00, na Igreja principal, que a partir daquele dia foi elevada à Matriz. O decreto de criação foi lido pelo então reitor do seminário diocesano, o reverendíssimo Pe. José Fabrício Rodrigues.

## Criação da paróquia de São Vicente Ferrer[5]

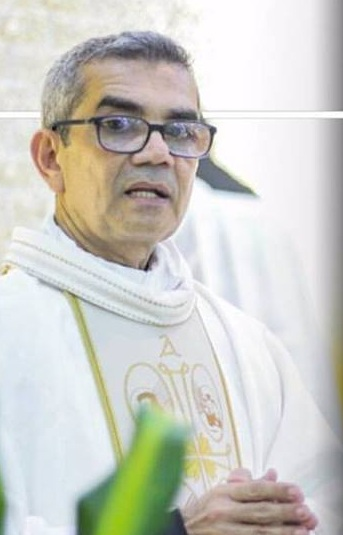
Pe. José Edvaldo de Brito, primeiro pároco

A Quase-paróquia de São Vicente Ferrer, tornou-se Paróquia no dia 18 de maio de 2017, em uma soleníssima celebração, presidida pelo então Bispo de Palmares, Dom Henrique Soares (2014 - 2020), e com a participação de inúmeros padres da Diocese de Palmares e de outras dioceses, também uma imensa afluência de fiéis. Tendo como primeiro pároco, José Edivaldo de Brito.
O Bispo foi acolhido em um jantar festivo, que se deu na Escola Sofia Feijó Sampaio. Em seguida, houve uma caminhada até a Matriz paroquial, acompanhada por todo o povo. Lá chegando, leu-se o decreto de criação da paróquia, pelo chanceler do Bispado de Palmares, Pe. Geraldo, procedendo-se assinatura e abertura dos livros do arquivo paroquial. Ao termino da cerimônia, o Sr. Bispo, dirigiu-se para a Sacristia e tendo tomado os paramentos prosseguiu com a solene celebração, na qual, deu posse ao primeiro pároco da paróquia.

## O Brasão de armas da paróquia
O brasão de armas paroquial foi encomendado pelo primeiro pároco, Pe. José Edvaldo de Brito, e desenvolvido pelos seminaristas Lucas Lima e Cícero Adson, no ano de 2018.

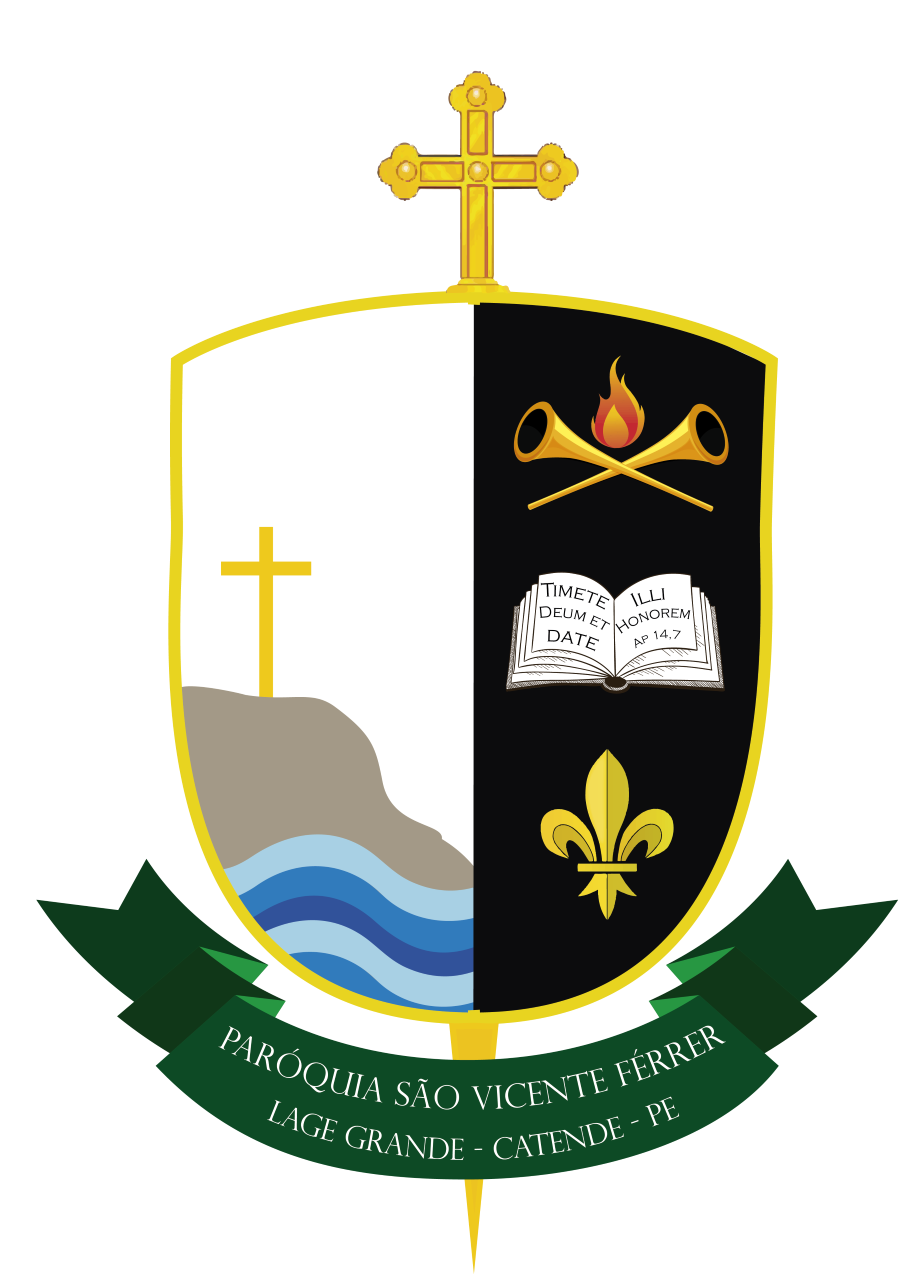
Brasão de armas da paróquia.

### Cores
O preto e o branco do brasão, derivam das cores do hábito dos frades Dominicanos, ordem a qual São Vicente Ferrer pertencia.

### Trombetas e Chama
As trombetas e a chama, fazem alusão as inflamadas pregações que o santo costumava fazer, sobretudo, sobre o fim dos tempos e o juízo final, conclamando as almas ao arrependimento e a conversão, sendo conhecido, por isso, como o "Anjo do Apocalipse".

### Bíblia

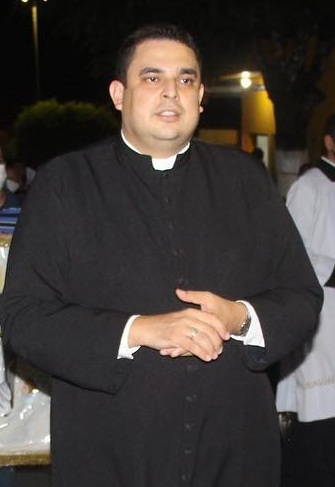
Pe. Anderson Brito, segundo pároco de Lage Grande

A Sagrada Escritura, livro mestre de seus sermões, aberta na famosa frase do apocalipse: "timete deum et date illi honorem." ("Temei a Deus, e dai-lhe glória." Ap 14,7). Frase esta saída da boca de um dos anjos.

### Flor de Lis
Na heráldica católica a flor de lis é símbolo da pureza, e representa a Santíssima Virgem. Neste caso também representa a vida pura e casta que levou o santo, sendo modelo e exemplo.

### O Rio
O distrito de Laje Grande, onde está localizada a paróquia, é banhado pelo Rio Una, representado assim no brasão paroquial. O rio, que na escritura também assume um caráter religioso, simbolizando o Espírito de Deus que corre do lado aberto de Cristo na Cruz.
"Quem crê em mim, como diz a Escritura: Do seu interior manarão rios de água viva." (Jo 7, 38)

### A rocha (Laje)
Representando o nome do distrito "Laje Grande", que acredita-se, tenha sido dado por conta das grande lajes de pedra presentes no rio. Também, com um significado teológico, a escritura apresenta a rocha como símbolo do próprio Cristo.
"edificados sobre o fundamento dos apóstolos e profetas, tendo por pedra angular o próprio Cristo Jesus." (Ef 2, 20) 

### A cruz fincada na rocha
Simboliza a fé dos católicos desta paróquia, fincada em Cristo, Senhor e Mestre da Igreja, e professada com fervor em todo território paroquial.

## Párocos
|    | Nome                           | Período                 | Notas       |
| -- | ------------------------------ | ----------------------- | ----------- |
| 1º | Pe. José Edvaldo de Brito      | 18/05/2017 - 11/02/2022 | Transferido |
| 2º | Pe. Anderson de Oliveira Brito | 18/02/2022 - Atual      |             |

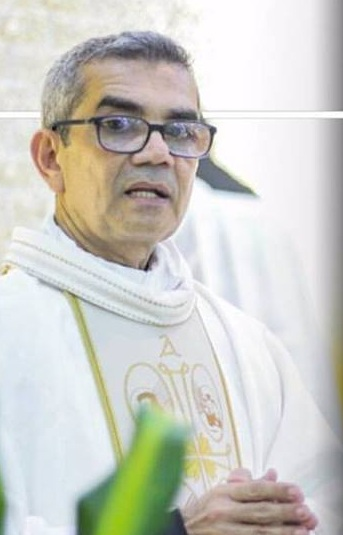
Pe. José Edvaldo de Brito, primeiro pároco (2017 - 2022)
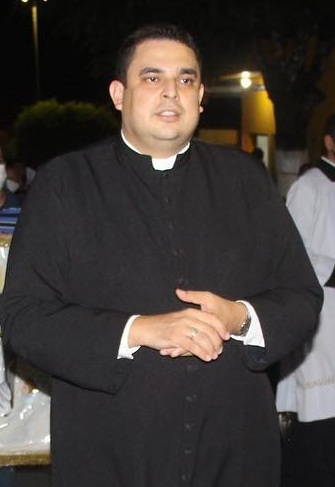
Pe. Anderson Brito, segundo pároco (2022 - Atual)